# KJI Nr. 6 bis 10
Die schmalspurigen Tenderlokomotiven Nr. 6 bis Nr. 10 der Kleinbahnen des Kreises Jerichow I (KJI) wurden zwischen 1902 und 1910 von der Maschinenfabrik Christian Hagans geliefert. Zwei Lokomotiven wurden noch 1949 in den Bestand der Deutschen Reichsbahn mit den Betriebsnummern 99 4614 und 99 4615 übernommen. Keine der Lokomotiven ist erhalten.

## Geschichte
Ab 1902 beschafften die Kleinbahnen des Kreises Jerichow I eine zweite Serie von dreifachgekuppelten Tenderlokomotiven. Die Maschinenfabrik Hagans lieferte 1902 drei Lokomotiven. 1909 und 1910 folgte jeweils noch eine weitere Maschine.
Zwischen 1926 und 1939 wurden die Lokomotiven Nr. 6 bis 8 ausgemustert. Nr. 9 und 10 erhielten nach der Übernahme der Kreisbahnen durch die Deutsche Reichsbahn die Betriebsnummern 99 4614 und 99 4615.
Die Lokomotive 99 4614 wurde 1963 infolge der Betriebseinstellung ihrer Stammstrecke Loburg–Gommern abgestellt und ausgemustert. Die Verschrottung erfolgte 1966. Die 99 4615 wurde bereits 1951 ausgemustert.

## Konstruktive Merkmale
Die Lokomotiven verfügten über einen Außenrahmen. Die Radsätze wurden durch obenliegende Blattfederpakete abgefedert. Die Federn der beiden hinteren Radsätze waren durch einen Ausgleichshebel verbunden.
Der große Dampfdom saß ganz vorn auf dem Langkessel, direkt hinter dem Schornstein. Im Dom war der Flachschieberegler untergebracht. Auch die beiden Kesselspeiseventile lagen am vorderen Ende des Kessels, die Speisung erfolgte durch zwei Dampfstrahlpumpen. Zwischen Führerhaus und Dampfdom war der eckige Sandkasten angeordnet. Direkt vor dem Führerhaus waren die Ramsbottom-Sicherheitsventile. Der ursprüngliche Prüssmann-Schornstein wurde später durch einen schwach konischen Blechschornstein ersetzt.
Das waagerecht angeordnete Zweizylinder-Naßdampftriebwerk arbeitete auf den dritten Radsatz und besaß eine Stephenson-Steuerung mit Flachschieber. Die Radsätze verfügten über Hallsche Kurbeln.
Der vordere und der hintere Radsatz wurden handbetätigt gesandet. Dampfpfeife und Dampfläutewerk waren auf dem Führerhausdach untergebracht.
Die Wasserkästen reichten auf beiden Seiten des Langkessels bis zur Höhe des Dampfdomes. Die Kohlevorräte lagerten auf dem linken Wasserkasten.
Die Deutsche Reichsbahn rüstete einen Turbogenerator für die elektrische Beleuchtung nach. Als Bremse diente eine Wurfhebelhandbremse.